# Karl-Heinz Günther
Karl-Heinz Günther (ur. 13 lutego 1926 w Eisenach, zm. 1 października 2010) – niemiecki pedagog i historyk wychowania.

## Życiorys
Od 1943 roku brał udział w II wojnie światowej (na froncie wschodnim) jako członek personelu pomocniczego niemieckiej Luftwaffe, trafił do niewoli i do 1949 był jeńcem wojennym w ZSRR. W latach 1949–1952 studiował pedagogikę na Uniwersytecie Marcina Lutra w Halle i Wittenberdze. Od 1951 do 1955 roku był asystentem na wydziale pedagogicznym uczelni. W 1955 roku otrzymał stopień doktora. Od 1955 roku pracował w Niemieckim Centralnym Instytucie Pedagogicznym (Niemieckiej Republiki Demokratycznej), a w latach 1961–1970 pełnił w nim funkcję zastępcy dyrektora i był kierownikiem studiów podyplomowych oraz kształcenia ustawicznego. Habilitował się w 1963 roku na Uniwersytecie Humboldtów w Berlinie. W latach 1970–1990 był członkiem, a następnie wiceprzewodniczącym Akademii Nauk Pedagogicznych NRD. Od 1978 roku był członkiem korespondentem Akademii Nauk NRD oraz przewodniczącym Komisji do spraw edukacji i historii szkolnictwa. W 1991 roku przeszedł na emeryturę.
Zainteresowania naukowe Günthera koncentrowały się wokół historii pedagogiki niemieckiej oraz podstaw teoretycznych pedagogiki. Ponadto zajmował się teorią wychowania, planowania oświaty oraz organizacją badań naukowych.

## Wybrane publikacje książkowe
- Die Persönlichkeitspädagogik Hugo Gaudigs, 1957
- Bürgerlich-demokratische Pädagogen in Deutschland, 1963
- Geschichte der Schule in der DDR (z G.Uhligiem), 1969
- Zu einigen Entwicklungstendenzen der Allgemeinbildung, 1980
- Zu einigen Problemen der moralischen Erziehung der Schuljugend, 1982
- Geschichte der Erziehung (współautor i współwydawca), 1957–1987
- Das Bildungswesen der DDR, 1979
- Welten der Kindheit und Familie, 1987

Źródło.